# Ru Simon
Le ru Simon est une petite rivière dans le département du Loiret, dans le pays du Gâtinais et la région Centre-Val de Loire. 

C'est un affluent du Loing.

## Géographie
Le ru Simon prend naissance à l'étang des Bruns, à environ 162 m d'altitude sur la commune d'Aillant-sur-Milleron. Il se jette dans le Loing en rive droite aux abords de Montbouy à la hauteur des Lorrains, à environ 110 m d'altitude et 60 m en aval de la station d'épuration des Lorrains (située sur la route de Gy) dont il reçoit l'eau traitée. 
La longueur de son cours d'eau est de 10,2 km.

## Communes traversées
- Aillant-sur-Milleron : étang des Bruns (en limite de commune avec Châtillon) ;
- Châtillon-Coligny : étang des Perraults, la Bûchetonnière, bois du Fond, station de pompage près de la Loge, les Planches, étang Loison (près du château de Bonnière, y reçoit le ru des Viviens) ;
- Montbouy : étang du château du Puyseau ;
- La Chapelle-sur-Aveyron : limite de commune avec Montbouy ;
- Montbouy : la Tuilerie, le Bois Cornu, les Lorrains (station d'épuration), le Loing.

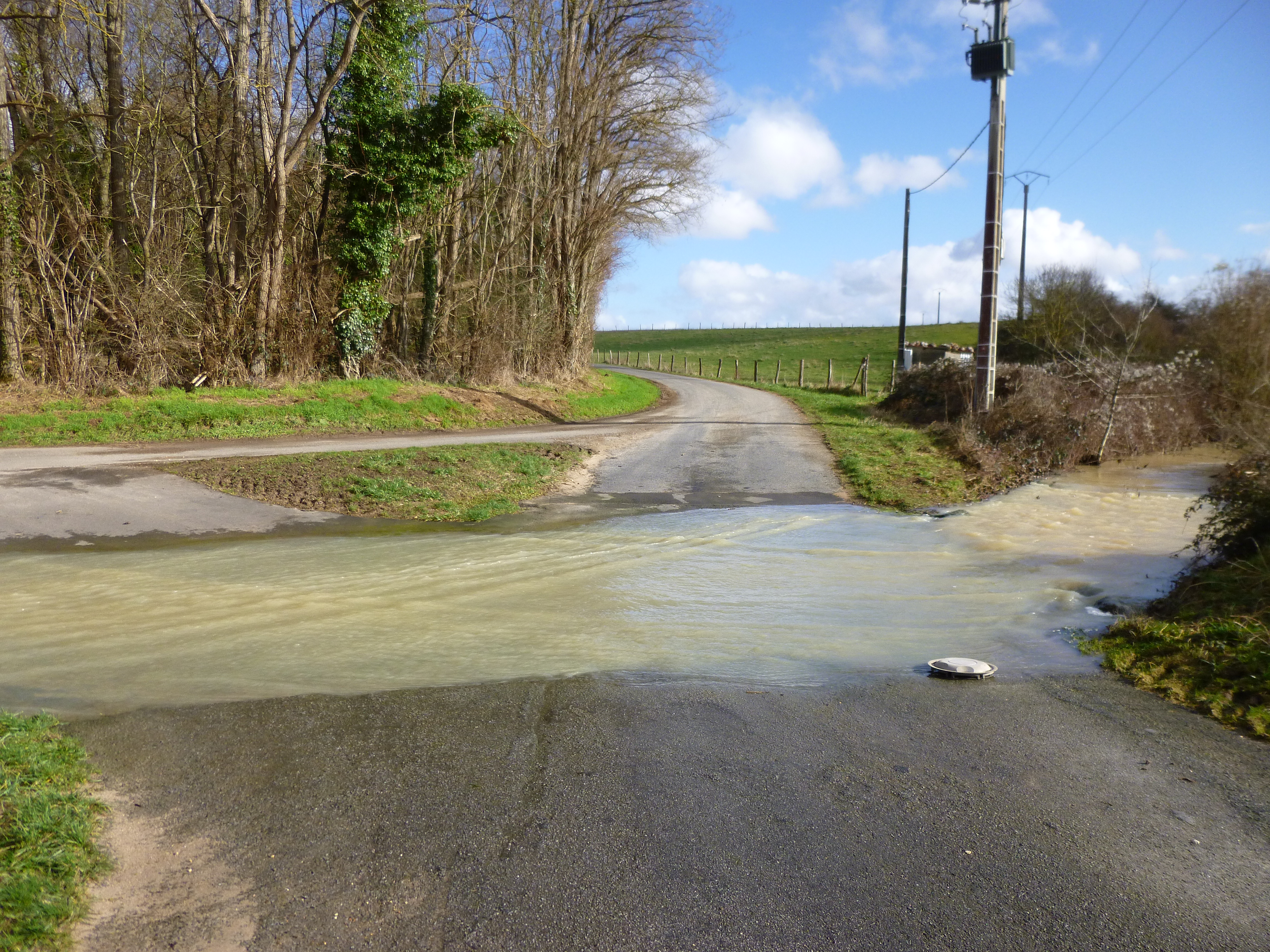
Le gué de la Tuilerie entre Montbouy et La Chapelle, chemin de Saint-Maurice
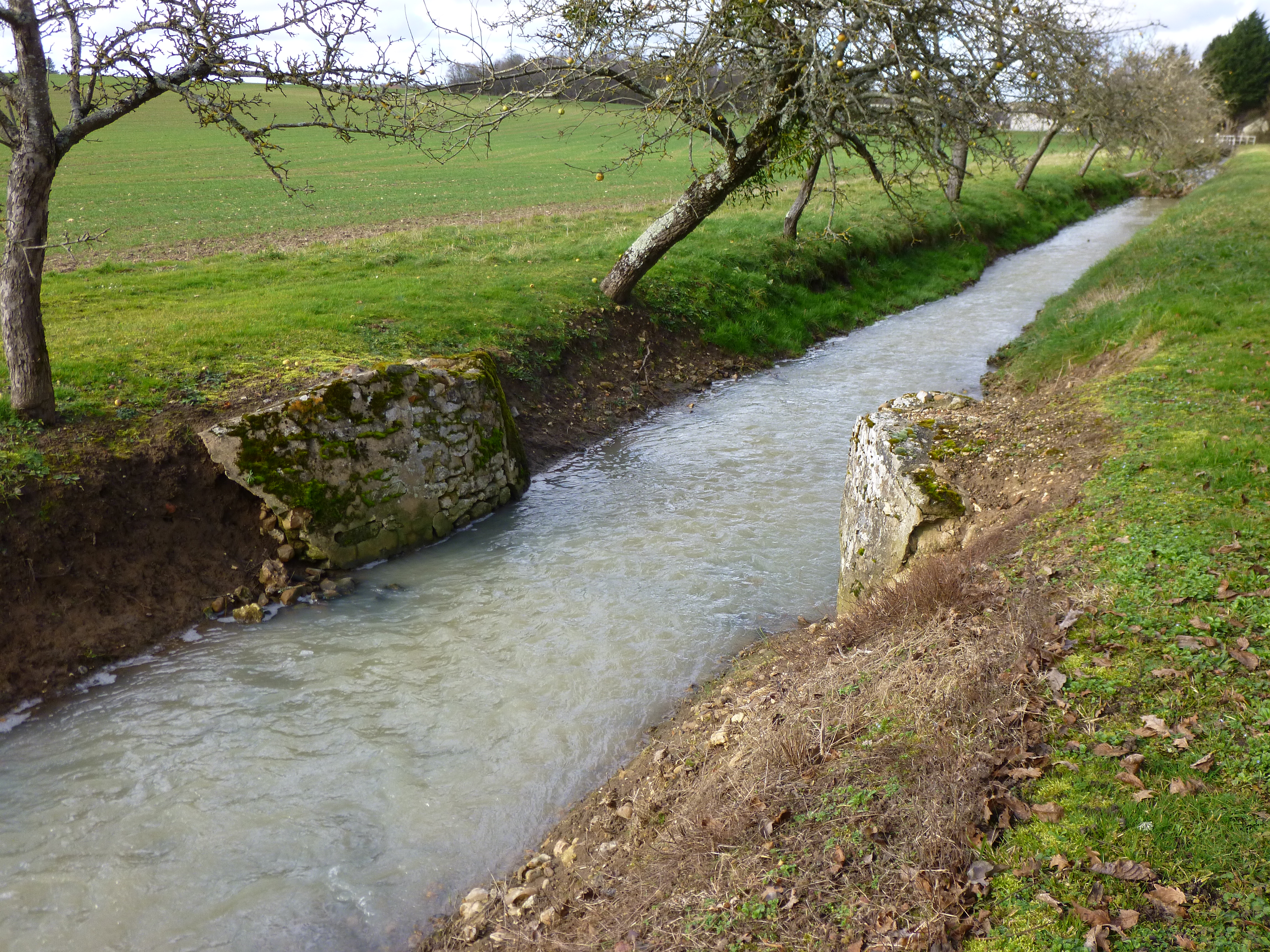
Montbouy, chemin du Bois Cornu : une construction en pierres maçonnées à l'ancienne sur le ru Simon
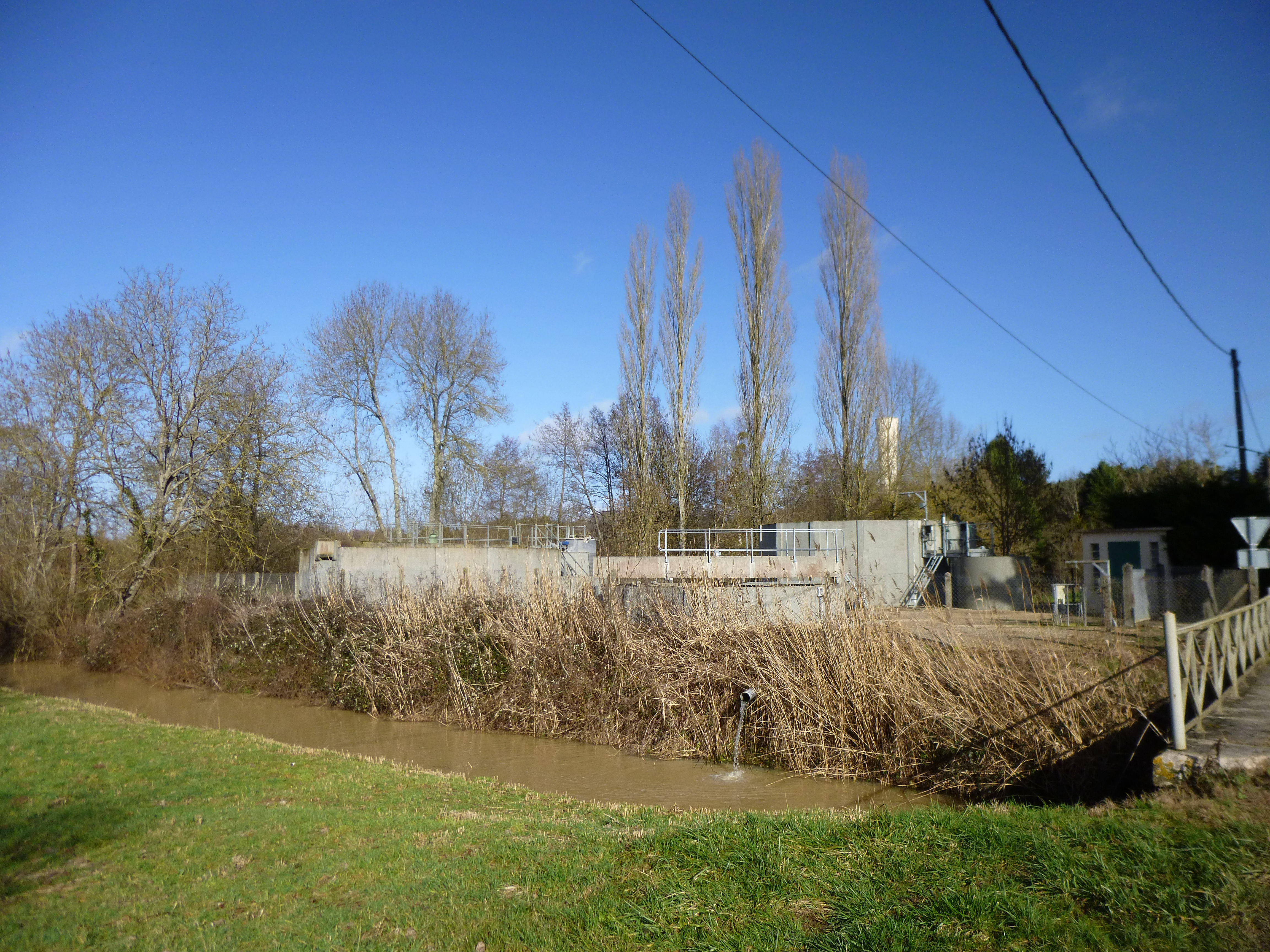
Le ru Simon à la station d'épuration des Lorrains, Montbouy
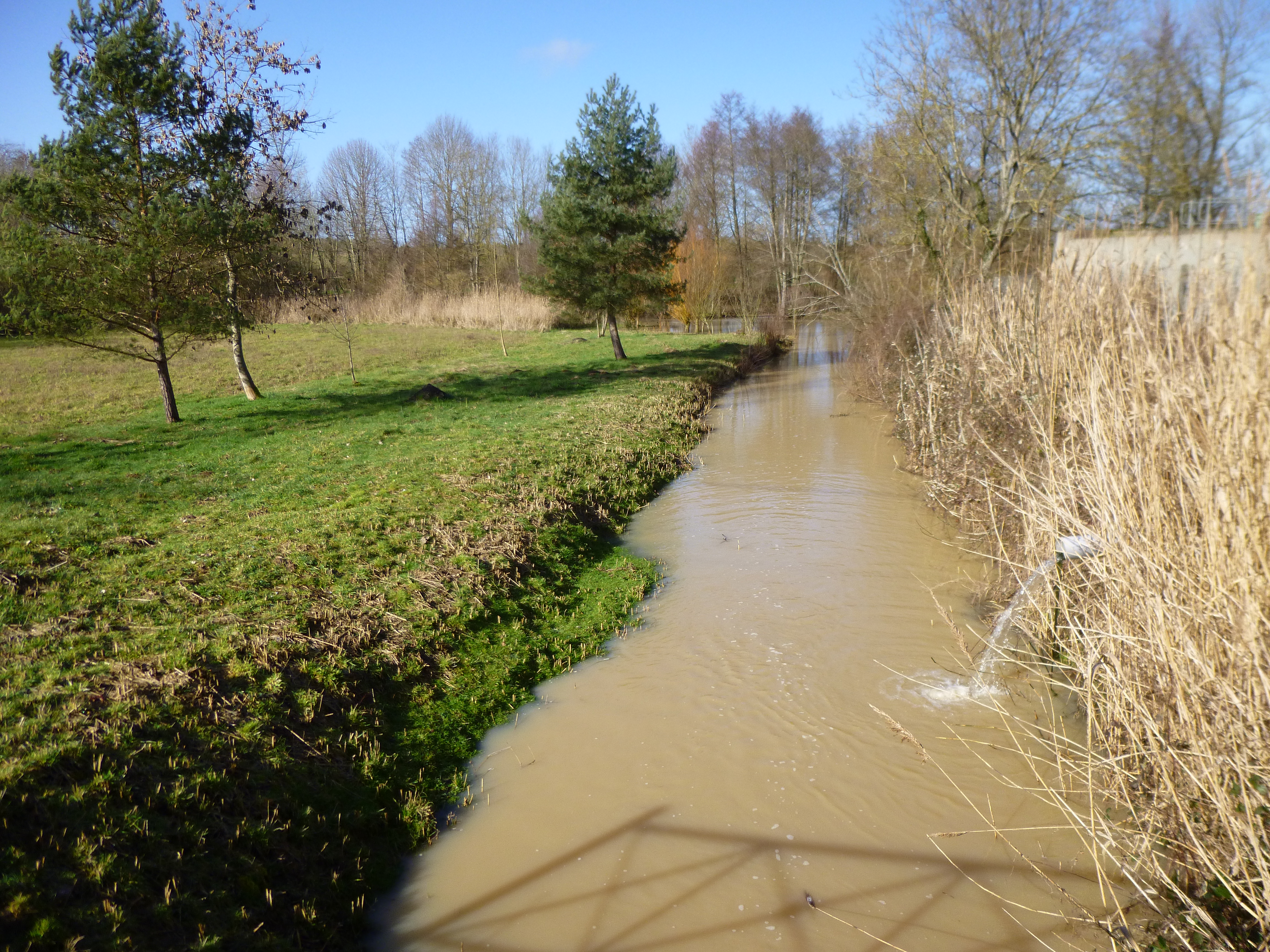
Après la station des Lorrains, une zone inondable à sa confluence avec le Loing

## Protection
Environ 250 m du ru Simon longent la ZNIEFF 1 des pelouses calcicoles des Lorrains, le long du chemin du Bois Cornu à Montbouy. Pelouse de type Mésobromion erecti à forte proportion de Bromus erectus, on peut y voir la Pulsatilla vulgaris (protégée au niveau régional et rare dans le Loiret) et l'Anthericum ramosum (rare dans le Loiret, et les pelouses des Lorrains sont le seul endroit connu pour la présence de cette plante hors des coteaux de la vallée de l’Essonne). S'y trouve aussi la couleuvre verte et jaune, peu commune dans le Loiret.